# Соломонів (рукав)
45°26′37″ пн. ш. 29°26′07″ сх. д. / 45.443611111111° пн. ш. 29.435277777778° сх. д.
Соломонів — рукав на півдні України в Одеській області.

## Географія
Рукав Соломонів розташований на південному заході України, на відстані 600 км на південь від Києва.

## Клімат
Клімат континентальний. Середня температура 11 °C. Найспекотніший місяць — липень, температура 22°C, найхолодніший — січень, температура -3°C. Середня кількість опадів становить 683 міліметри на рік. Найвологіший місяць – січень, випало 110 міліметрів опадів, а найсухіший – березень, де випало 19 міліметрів.